# Suruga (provincia)

Mappa delle province giapponesi con la provincia di Suruga evidenziata

Suruga (駿河国; -no kuni) fu una provincia del Giappone nell'area che corrisponde all'odierna Prefettura di Shizuoka. Suruga confinava con le province di Izu, Kai, Sagami, Shinano e Totomi.
L'antica capitale era vicina alla moderna città di Shizuoka che era la più importante città della zona anche nel periodo feudale. La provincia fu governata dal Imagawa per gran parte del periodo Sengoku. Dopo che Imagawa Yoshimoto venne sconfitto da Oda Nobunaga, gli Imagawa vennero polverizzati e la provincia occupata da Takeda Shingen, capo del Clan Takeda. A sua volta Tokugawa Ieyasu assegnò la provincia ad uno dei suoi alleati, una volta sconfitto Takeda.